# فورتتسا
فورتتسا (به ایتالیایی: Fortezza) یک منطقهٔ مسکونی در ایتالیا است که در تیرول جنوبی واقع شده‌است.

## خصوصیات
فورتتسا ۶۱٫۷۴ کیلومترمربع مساحت و ۹۷۲ نفر جمعیت دارد و ۷۴۹ متر بالاتر از سطح دریا واقع شده‌است.